# Karlovo
Karlovo (in bulgaro Карлово?) è un comune bulgaro situato nella Regione di Plovdiv di 61 211 abitanti (dati 2009). La sede comunale è nella località omonima.

## Località
Il comune è formato dall'insieme delle seguenti località:
- Karlovo (sede comunale)
- Banja
- Begunci
- Bogdan
- Dăbene
- Domljan
- Gorni Domljan
- Hristo Danovo
- Iganovo
- Kalofer
- Karavelovo
- Kărnare
- Kliment
- Klisura
- Kurtovo
- Marino Pole
- Moskovec
- Mračenik
- Pevcite
- Prolom
- Rozino
- Slatina
- Sokolica
- Stoletovo
- Vasil Levski
- Vedrare
- Vojnjagovo